# Maytenus pittieriana
Maytenus pittieriana är en benvedsväxtart som beskrevs av Julian Alfred Steyermark. Maytenus pittieriana ingår i släktet Maytenus och familjen Celastraceae. Inga underarter finns listade.